# 斯岛黄眉企鹅
，是企鹅目企鹅科的一种鸟类。
斯岛黄眉企鹅体重约3038.02克，翼长约97.8毫米，嘴峰长约56.1毫米，喙宽度约16毫米，喙厚度约25.7毫米，跗蹠长约28毫米，尾长约84.5毫米。斯岛黄眉企鹅是部分迁徙的鸟类，其栖息在开放的海洋及海岛环境中，食性为肉食性，主要食物来源是水生动物。
斯岛黄眉企鹅分布于斯奈爾斯群島和新西兰附近水域。该物种是单型物种，没有亚种分化。